# Luisa María Alcalde Luján
Luisa María Alcalde Luján (Mexico-Stad, 24 augustus 1987) is een Mexicaans politicus. Op 1 oktober 2024 trad zij aan als voorzitter van de partij Morena. Van 2023 tot 2024 was Alcade Secretaria de Gobernación (Minister van Binnenlandse Zaken). Van 2018 tot 2023 was zij Minister van Arbeid en Sociale Zekerheid in de regering van president Andrés Manuel López Obrador.

## Biografie
Alcalde is een dochter van advocaat Arturo Alcalde en boekhouder Bertha Luján, een naaste medewerkster van president López Obrador tijdens zijn periode als regeringsleider van Mexico-Stad. Ze studeerde rechten aan de Nationale Autonome Universiteit van Mexico en heeft een masters in rechten van de Universiteit van Californië in Berkeley.

## Politieke carrière
In 2012 werd Alcalde voor de Partij van de Burgerbeweging verkozen in de Kamer van Afgevaardigden. In die capaciteit was zij secretaris van de commissie voor arbeid en sociale zekerheid. In 2018 werd ze Minister van Arbeid en Sociale Zekerheid in de regering-López Obrador. In 2023 werd ze benoemd tot Minister van Binnenlandse Zaken als opvolgster van Adán Augusto López, die ontslag nam om mee te kunnen doen aan het selectieproces voor kandidaat van Morena voor de presidentsverkiezingen van 2024. Na de ambtsperiode van López Obrador werd Alcalde voorzitter van de regeringspartij Morena.
- Library of Congress Control Number: ns2016001940
- Virtual International Authority File: 129146634287841930320
- WorldCat: E39PBJpV7xvxqgdQxP7bm6t3Qq